# Woodland (Kalifornija)
Woodland je grad u američkoj saveznoj državi Kalifornija. Prema popisu stanovništva iz 2010. u njemu je živjelo 55.468 stanovnika.